# Chrysotus alternus
Chrysotus alternus är en tvåvingeart som beskrevs av Becker 1922. Chrysotus alternus ingår i släktet Chrysotus och familjen styltflugor. Inga underarter finns listade i Catalogue of Life.